# 5 juillet dans les chemins de fer
5 juin 5 août
Chronologies thématiques
- Croisades
- Sports
- Disney

Cette page concerne les événements qui se sont déroulés un 5 juillet dans les chemins de fer.

## Événements

### XIXesiècle
- 1849.  France :   inauguration de la section de ligne de Paris à Meaux par la Compagnie du chemin de fer de Paris à Strasbourg.
- 1866.  France :   ouverture de la portion de voie d'Aix-les-Bains à Annecy dans les Pays de Savoie.

### XXesiècle
- 1901.  France :   inauguration de la ligne Saint-Gervais - Vallorcine entre Saint-Gervais-Le Fayet et Chamonix (PLM).
- 1910.  Suisse :   ouverture de la voie ferrée de la Bernina (Grisons), la plus élevée d'Europe[1].
- 1952.  Royaume-Uni :   fermeture finale des tramways à Londres. Ce mode de transport ne reviendra pas dans cette ville jusqu'à l'an 2000.
- 1999.  Allemagne :   jusqu'au 31 juillet, 24 trains chargés de 40 conteneurs assurent le déménagement du gouvernement allemand de Bonn à Berlin (480 km).